# ريح الشمال
الشَمال هو ريح يعرف بالعراق وبالخليج العربي يهب خلال فصل الصيف، حيث يكون عاتيا في المساء كما يهب في الصباح إلا أنه يكون ضعيفا. غير أنه ينعدم خلال بقية فصول السنة.